# WMF (przedsiębiorstwo)

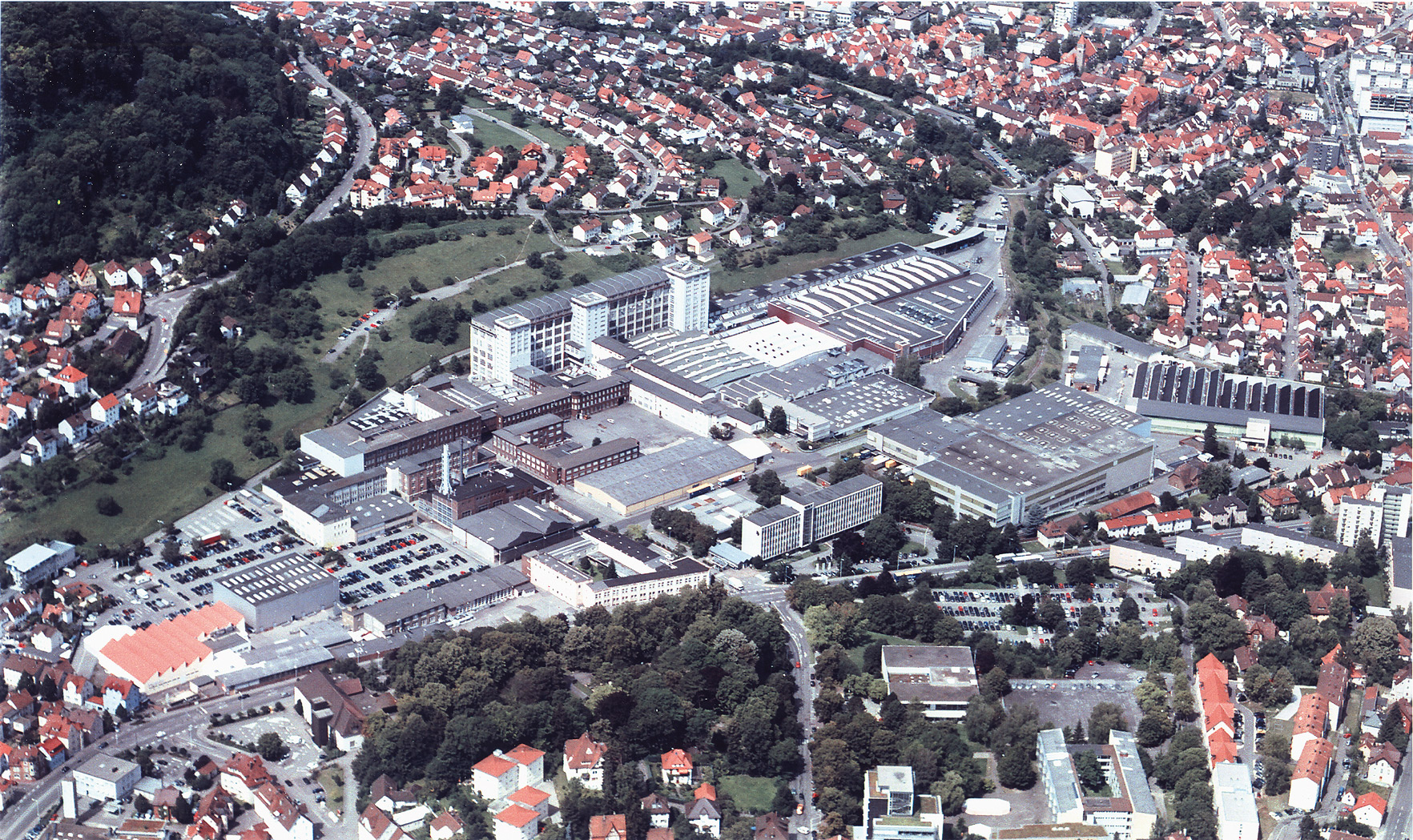
Fotografia lotnicza WMF (2007 r.)

WMF GmbH (od Württembergische Metallwarenfabrik) – niemiecki producent wyrobów metalowych z Geislingen an der Steige.

## Historia
WMF powstała w 1880 r. z fuzji założonej w 1853 fabryki Daniela Strauba, który w kilka lat później wszedł w spółkę z braćmi Friedrichem i Louisem Schweizer, przyjmując nazwę Straub & Schweizer (później Straub & Sohn), oraz cieszącej się dużym uznaniem, często nagradzanej na wystawach (Wiedeń, Monachium, Filadelfia) spółki Ritter & Co. Około 1900 r. Württembergische Metallwarenfabrik, była już największym na świecie producentem i eksporterem domowych wyrobów metalowych, głównie wytwarzanych w stylu secesyjnym. Znakiem firmowym fabryki był struś (znak heraldyczny rodziny Straub). Przedsiębiorstwo posiadało kilka przedstawicielstw w ówczesnych Niemczech, Austro-Węgrzech oraz m.in. w Kraju Przywiślańskim Imperium Rosyjskiego. Powszechnie znana z cechowania wyrobów inicjałami WMF, dążyła do stworzenia własnego wyróżniającego ją stylu, poszukiwała własnych proporcji piękna, czego efektem było założenie przy fabryce pracowni sztuki. W 1886 r. zakład przejął fabrykę Plewkiewicz & Co. z Warszawy, a w 1900 Albert Köhler u. Cie. z Wiednia, produkującej wyroby WMF pod znakiem AK&Cie. Złoty okres przedsiębiorstwa czasu monarchii skończył się wraz z wybuchem wojny w 1914 r., kiedy zamknięto wszystkie jej oddziały. Jednak wytwórnia nadal działa i produkuje między innymi sztućce ze stali nierdzewnej. Od 2016 r. część Groupe SEB.

## WWW
- https://www.wmf.com